# ریتا زوسموث
ریتا زوسموث (انگلیسی: Rita Süssmuth؛ زادهٔ ۱۷ فوریهٔ ۱۹۳۷) سیاست‌مدار اهل آلمان است. او دهمین رئیس بوندستاگ آلمان بود.
وی همچنین برندهٔ جوایزی همچون حلقه لایبنیتس هانوفر، جایزه بامبی، و صلیب بزرگ نشان شاهزاده هنری شده است.
از سال ۱۹۸۵ تا ۱۹۸۸، زوسموث در منصب وزیر فدرال جوانان، خانواده و سلامت (از سال ۱۹۸۶ جوانان، خانواده، زنان و سلامت) بود. او در سال ۱۹۸۸ به عنوان رئیس مجلس فدرال آلمان (بوندستاگ) برگزیده شد و تا سال ۱۹۹۸ در ان سمت باقی ماند. با نزدیک به ۱۰ سال، دوره تصدی او سومین دوره طولانی در تاریخ مجلس فدرال بود. تنها اوگن گرشتنمایر و نوربرت لامرت این سمت را طولانی‌تر از او داشتند. 

## فعالیت سیاسی
زوسموت از سال ۱۹۸۵ تا ۱۹۸۸ وزیر فدرال امور خانواده، سالمندان، زنان و جوانان در زمان صدراعظمی هلموت کهل بود. او در دوران تصدی خود با بحران ایدز روبرو شد و از ارتقاء آموزش پزشکی و اقدامات پیشگیرانه حمایت کرد. او استفاده از کاندوم را برای پیشگیری از عفونت‌های مقاوم در برابر دارو در حزب خود، حزب محافظه‌کار اتحادیه دموکرات مسیحی (CDU) و کلیسای کاتولیک ترویج داد. در سال ۱۹۸۷، او از تأسیس بنیاد ملی ایدز حمایت کرد و بودجه فدرال برای تحقیقات ایدز را افزایش داد.